# جليسريدات ثلاثية متوسطة الحلقات
«الجليسريدات الثلاثية متوسطة الحلقات» (Medium-chain triglycerides (MCTs)) تستخدم كبديل ومدعم غذائي وكغذاء للمرضى غير القادرين على هضم أو امتصاص الدهون، يقدم الطاقة (لتركيزها فيه) والدهون. فهو يتحلل بسهولة أكبر لأنه مركب من سلاسل متوسطة (6- 12 ذرة كربون) من استرات الأحماض الدهنية والجليسبرول، وتمتص كذلك بسهولة أسهل من الزيوت المتداولة فهو يمتص مباشرة في الدورة الدموية. ولا يحتاج لطاقة كبيرة لامتصاصه أو الاستفادة منه. وهو مصدر سريع للطاقة لأن عملية أيضه أسرع من باقي الدهون فيحتاج لأنزيمات وأحماض صفراء أقل من باقي الدهون ليتكسر ثم يمتص، ولا يشترك مع باقي الدهون والبروتين لتكوين الليبوبروتين بل يذهب للكلى مباشرة لإنتاج الطاقة، وهو لا يخزن كدهون في الجسم.

## المحتويات
1 جرام منه يقدم من 6-8 كيلو كالوري، يمكن خلطة مع الطعام، وهو يدخل في أطعمة الأطفال المصنعة وفي منتجات الأطعمة الأخرى للكبار والصغار، أغلب أشكاله شيوعاً هو زيت جوز الهند. زيت جوز الهند يحتوي بنسبة 66% تقريباً على جليسريدات ثلاثية متوسطة السلسلة. وهناك مصادر أخرى تحتوي عليه مثل زيت لب النخيل ونواة شجرة الكافور.

## أنواع الاحماض
تسمى الأحماض الدهنية الموجودة فيه أحماضاً دهنية متوسطة السلسلة. أسماء الأحماض الدهنية متوسطة السلسلة الموجودة فيه تدعى caproic acid (C6), caprylic acid (C8), capric acid and lauric acid (C12). وهو لا يخزن في الأنسجة الدهنية ولكن يتأكسد إلى حمض الإسيتيك.
| عدد الدهون | الاسم           | الاسم           | اسم الاستر-الملح | اسم الاستر-الملح | التركيبة | التركيبة       | Mass (g/mol) | الوصف الشكلي | المجسم |
| عدد الدهون | العامة          | النظامية        | العامية          | النظامية         | الجزيئية | التركيبية      | Mass (g/mol) | الوصف الشكلي | المجسم |
| ---------- | --------------- | --------------- | ---------------- | ---------------- | -------- | -------------- | ------------ | ------------ | ------ |
| C6:0       | حمض الهكسانويك  | Hexanoic acid   | Caproate         | Hexanoate        | C6H12O2  | CH3(CH2)4COOH  | 116.16       | سائل زيتي    |        |
| C8:0       | حمض الأوكتانويك | Octanoic acid   | Caprylate        | Octanoate        | C8H16O2  | CH3(CH2)6COOH  | 144.21       | سائل زيتي    |        |
| C10:0      | حمض الديكانويك  | Decanoic acid   | Caprate          | Decanoate        | C10H20O2 | CH3(CH2)8COOH  | 172.26       | كريستال ابيض |        |
| C12:0      | حمض الغار       | Dodecanoic acid | Laurate          | Dodecanoate      | C12H24O2 | CH3(CH2)10COOH | 200.32       | بودرة بيضاء  |        |